# 김문정 (고려)
김문정(金文鼎)은 미상 고려 충렬왕 때의 오경박사 중 한 명이다. 과거 중심의 사장(詞章) 교육을 지양하고 경사(經史)에 치중하는 성리학의 전래에 따라 유학이 흥기(興起)할 즈음 안향(安珦)의 천거에 의한 왕명으로 원(元)에 들어가 공자와 70제자의 화상, 제기·악기 및 6경 등의 서적을 구입하여 새로 낙성시킨 문묘에 봉안하였다.

## 가족관계
- 부친: 김맥(金脈)